# Heroiske (raïon de Skadovsk)
Heroiske (ukrainien : Геройське) (anciennement Prognoivsk, Prognoinsk, Prognoi) est un village de la communauté villageoise de Tchoulakivka du raïon de Skadovsk dans l'oblast de Kherson en Ukraine. La population est de 620 personnes.

## Géographie
Le village est situé sur la rive sud du golfe Borysthénique, près de la baie de Yagorlyk et de la mer Noire. Autour du village se trouvent les lacs de sable de la flèche de Kinbourn.
L'environnement naturel est insolite. Dès le XVIe siècle, c'était l'endroit où les Cosaques zaporogues ont commencé à récolter le sel, car c'est là que se trouvent les lacs roses.

## Histoire
Dans la seconde moitié du XVIe siècle, dans le village moderne de Zaporozhye, les cosaques ont commencé à pêcher le sel, tandis que les Turcs les en empêchaient constamment. L'exploitation minière a été effectuée dans les lacs voisins de la flèche sablonneuse de Kinbourn. Les cosaques ont collecté du sel, pêché dans l'estuaire et du poisson salé, spécialement transformé et transporté sur la rive droite du Dniepr, dans la région du cap Stanislav et de Shirokaya Balka, et de là livré par charrettes en janvier, pour leurs besoins et vente ultérieure à la Moscovie, la Pologne et la Lituanie.
De 1735 à 1769, c'était le centre de la palanka de Prognoiv (uk) de l'armée des basses terres de Zaporoguie.
En 1787-1789, c'était l'emplacement du kish des fidèles Cosaques (armée des cosaques de la mer Noire en 1788).
En 1790-1792, ce fut l'établissement de la palanka de Kinbourn de l'armée cosaque de la mer Noire.
Des croix cosaques en pierre du XVIIIe siècle sont conservées et l'église Saint-Georges date de 1898. Le chef de l'administration régionale de l'oblast de Kherson, Andriy Gordeyev (en), a déposé une capsule dans l'église presque détruite de Petro Kalnychevsky.

## Population
Selon le recensement de 1989 de la république socialiste soviétique d'Ukraine, la population du village était de 643 personnes, dont 328 hommes et 315 femmes.

## Langues
Répartition de la population selon la langue maternelle selon le recensement de 2001 :
| Langue    | Pourcentage |
| --------- | ----------- |
| Ukrainien | 90,45 %     |
| Russe     | 9,25 %      |
| Moldave   | 0,15 %      |

## Personnes célèbres
Matviy Hryhorovych Kapusta est né dans le village de Prognoi (village moderne de Heroiske) au milieu du XIXe siècle. Il fut propriétaire de mines de sel et d'une grande quantité de terres sur la flèche de Kinbourn, issu d'une ancienne famille cosaque ukrainienne. Au début des années 1920, il est arrêté, torturé et déporté. Son sort ultérieur est inconnu.
4 Héros de l'Union soviétique et deux Héros du travail socialiste sont nés dans le village :
- Vysovyn Konstantin Gavrilovich, Héros de l'Union soviétique. Une école locale porte son nom.
- Dubinda Pavlo Hrystoforovych (née le 25 juillet 1914 - décédée le 22 octobre 1992) était une femme soldat soviétique. Une des quatre chevaliers à part entière de l'ordre de la Gloire, a reçu le titre de Héros de l'Union soviétique.
- Hryhoriy Yakovych Ovodovsky, capitaine de 1er rang, Héros de l'Union soviétique en 1945.
- Tansky Mykola Heorhiyovmch, commandant du bateau MO-424, Héros de l'Union soviétique.
- Gnylyak Mykola Mykolayovych, Héros du travail socialiste, harponneur de la flottille baleinière Gloire.
- Mikhasko Vasyl Vasyliovych, Héros du travail socialiste, capitaine-directeur du chalutier de pêche Krylov (sur la mer Baltique), membre du Soviet suprême de la République socialiste soviétique de Lituanie, Héros des Forces armées.
- Goncharuk Vitaly Mikhailovich, sergent d'état-major.

## En images

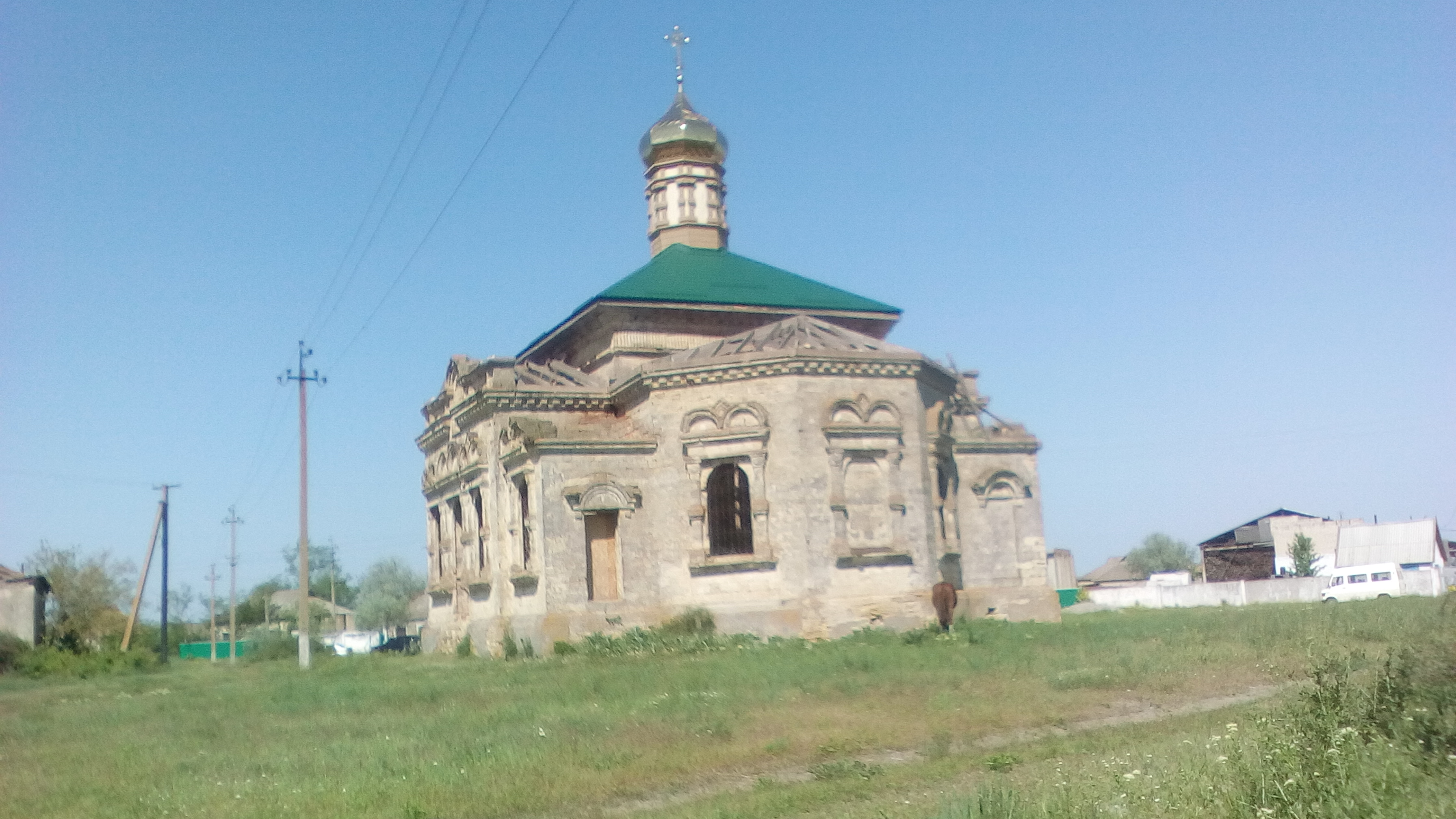
Eglise st-Georges